# Melanosoma
Genre
Melanosoma est un genre d'insectes diptères brachycères de la famille des Conopidae. Les adultes se nourrissent de nectar. Le comportement d'une grande partie de ces espèces est inconnu ; pour celles dont il a été étudié, la larve est obligatoirement endoparasite d'autres insectes, en particulier les hymenoptères pollinisateur et parmi eux, les bourdons. L'espèce-type du genre est Melanosoma bicolor.
Les quatre espèces du genre Melanosoma se rencontrent uniquement au sein de l'Écozone paléarctique dont trois en Europe.

## Liste des espèces
Selon Jens-Hermann Stuke et Fauna Europaea (7 mars 2019) :
- Melanosoma bellum - Paléarctique
- Melanosoma bicolor  (Meigen, 1824) - Europe
- Melanosoma hyalipennis - Israël, Turquie, Ouzbéquistan
- Melanosoma mundum Czerny, 1909 - Ouest Paléarctique